# Царство (албум)
Царство је четврти студијски албум српске певачице Александре Радовић издат за издавачку кућу Сити рекордс. На албуму се налази 16 песама, од којих је осам нових песама, као и осам бонус песама које је Радовићева објављивала као синглове у периоду 2011–2014. За разлику од претходних албума, Радовићева је снимила спот за сваку песму на албуму. Албум је био веома добро прихваћен код публике.

## Списак песама
| Бр. | Назив песме       | Тесктописац                           |
| --- | ----------------- | ------------------------------------- |
| 1.  | Царство туге      | Александра Милутиновић                |
| 2.  | Бескрајно         | Александра Милутиновић, Горан Ковачић |
| 3.  | Коцка леда        | Александра Милутиновић                |
| 4.  | Живео крај        | Љиљана Јорговановић                   |
| 5.  | Самотњак          | Душан Алагић                          |
| 6.  | Нека ме осуде сви | Александра Радовић                    |
| 7.  | Памти ме          | Александра Милутиновић, Горан Ковачић |
| 8.  | Док дишем         | Александра Милутиновић                |
| 9.  | Мали пех          | Горан Ковачић                         |
| 10. | Москва            | Александра Милутиновић                |
| 11. | Чувај моје срце   | Александра Милутиновић                |
| 12. | У инат прошлости  |                                       |
| 13. | С тобом заувек    | Горан Ковачић                         |
| 14. | Ако погазиш лаж   | Александра Милутиновић                |
| 15. | Са мном           | Љиљана Јорговановић                   |
| 16. | Влак              | Марина Туцаковић                      |